# Diana Stognushenko
Diana Stognushenko, en ukrainien : Діана Стогнушенко, née le 26 février 2008 à Kostiantynivka, est une pianiste ukrainienne.

## Jeunesse et formation
Diana Stognushenko naît le 26 février 2008 à Kostiantynivka, dans la région du Donbass, en Ukraine. Son père est trompettiste professionnel. Sa mère Nadezhda, également musicienne, s'occupe de la carrière de sa fille, notamment en lui choisissant un professeur de piano dès l'âge de cinq ans, et en gérant ses déplacements : la première participation de Diana à un concert a lieu alors qu'elle a sept ans.
En février 2022, à la suite de l'invasion de l'Ukraine, elle quitte le pays avec sa mère, pour s'établir en France, en banlieue parisienne ; elle est prise en charge par le violoniste Alexandre Brussilovsky, dont l'épouse Kei Saotomé devient le professeur de piano de la jeune fille. Cette dernière participe à ce titre à un concert de charité en faveur de l'Ukraine le 24 juin à l'église de la Madeleine.

### Prix et récompenses
Diana Stognushenko remporte de nombreux prix et concours. Au niveau international, elle remporte notamment le grand prix du huitième concours international « PianoTalants » à Milan en 2018, le prix du concours international César-Franck dans la catégorie des moins de dix ans le 19 décembre 2018 à Bruxelles, le prix du concours « International Festival Art in Experience 2020 » en Macédoine du Nord, le premier prix du festival « MusicAlive 1st International Piano Competition Online » à Katowice,, ainsi que le prix « Nouvelles Étoiles » du conservatoire de Paris en novembre 2021,.